# Ульріх Абель
Ульріх Абель (нім. Ulrich Abel; 3 березня 1912, Лейпциг — 24 квітня 1944, Біскайська затока) — німецький офіцер, доктор права, оберлейтенант-цур-зее крігсмаріне. Кавалер Німецького хреста в золоті.

## Біографія
1 грудня 1934 року вступив в рейхсмаріне, служив на мінних тральщиках, потім перейшов у підводний флот, де зрештою став 1-м вахтовим офіцером на підводному човні U-154. Командир човна Оскар Куш після першого походу негативно оцінив Абеля і вважав його непридатним для командування. В свою чергу, Абель був незадоволений низькою результативністю і стилем командування Куша, вважаючи його непридатним для командування. 25 грудня 1943 року, відразу після повернення з другого походу, Куш дав Абелю «хорошу оцінку» і заявив, що той підходить для навчання на командира човна, при цьому відзначивши, що Абель був «негнучким, жорстким і однобоким офіцером» із «середнім талантом». Така оцінка шокувала і розлютила Абеля і 12 січня 1944 року він подав офіційний рапорт, в якому звинуватив Куша в підбурюванні до бунту, а 25 січня подав ще одну скаргу, звинувативши його ще й в боягузтві. 20 січня Куш був заарештований, 26 січня постав перед трибуналом і 29 січня був засуджений до страти. 12 травня 1944 року Куш був розстріляний, проте Абель до цього моменту не дожив.
З 1 квітня 1944 року — командир U-193. 23 серпня вийшов у свій перший похід. Наступного дня човен і всі 59 членів екіпажу зникли безвісти. До липня 1996 року вважалось, що човен був потоплений глибинними бомбами, скинутими британським бомбардувальником Vickers Wellington. Насправді був атакований U-802, який не постраждав.

## Звання
- Рекрут (1 грудня 1934)
- Оберматрос резерву (30 вересня 1935)
- Боцмансмат резерву (30 вересня 1938)
- Боцман резерву (30 вересня 1938)
- Лейтенант-цур-зее резерву (18 жовтня 1939)
- Оберлейтенант-цур-зее резерву (1 лютого 1942)

## Нагороди
- Медаль «За вислугу років у Вермахті» 4-го класу (4 роки)
- Залізний хрест
  - 2-го класу (23 квітня 1940)
  - 1-го класу (5 червня 1941)
- Нагрудний знак мінних тральщиків (15 листопада 1940)
- Німецький хрест в золоті (18 червня 1942)
- Нагрудний знак підводника (грудень 1943)